# Episodi di Fuoriclasse (terza stagione)
La terza stagione della serie televisiva Fuoriclasse, intitolata Fuoriclasse - Capitolo terzo, è stata trasmessa in Italia dal 19 aprile al 10 maggio 2015 in quattro serate su Rai 1.
| nº | Titolo                          | Prima TV Italia |
| -- | ------------------------------- | --------------- |
| 1  | La tempesta                     | 19 aprile 2015  |
| 2  | Molto rumore per nulla          | 19 aprile 2015  |
| 3  | La mia famiglia e altri animali | 26 aprile 2015  |
| 4  | La prova del fuoco              | 26 aprile 2015  |
| 5  | Consigli sbagliati              | 3 maggio 2015   |
| 6  | L'origine dell'amore            | 3 maggio 2015   |
| 7  | Le gambe delle bugie            | 10 maggio 2015  |
| 8  | Tanti auguri Passamaglia        | 10 maggio 2015  |

## La tempesta
- Diretto da: Tiziana Aristarco
- Scritto da: Doriana Leondeff

### Trama
È passato un anno e mezzo ormai dalla nascita di Anna, che, intanto, è cresciuta, ma Enzo è un padre iperansioso, paranoico fino allo stress, e ciò mina il rapporto con Isa e la loro vita sessuale. Intanto Anna viene affidata a Tina Cappoli dal momento che anche Isa torna a scuola a seguito del congedo di maternità che l'ha tenuta lontana dai banchi di scuola per più di anno: al rientro a scuola, il primo giorno, riceve un'accoglienza festosa, organizzata da tutti a sua insaputa, accoglienza nella quale scopre che il neoincaricato preside Lobascio l'ha nominata vicepreside; del resto, D'Astolfo è stato rinchiuso nella clinica del dottor Pinaider dopo aver mostrato evidenti segni di squilibrio psichico, e l'incarico di dirigente del Caravaggio è stato affidato all'aspirante Lobascio. In 5B vi sono due new entry, Francesca, ragazza polemica che si lamenta di continuo, e Tuan Saini, ragazzo indiano molto schivo. Intanto Ettore Lobascio si è innamorato di Mara Ferrero, una ragazza che frequenta la sua stessa scuola, che però è amica di alcuni ragazzi piuttosto superbi e presuntuosi, ma lui ha paura di presentarsi. Gaia Marciali e Isa si confidano vicendevolmente i rispettivi problemi: la prima è in preda ai problemi del suo fidanzato e convivente Tommaso Canfora, continuamente messo in difficoltà, per via della separazione, dalla moglie, che gli mette i bastoni tra le ruote anche nel rapporto col figlio Luca, mentre la seconda è in preda all'ansia ossessiva di Enzo, che non sembra più provare interesse alcuno per la sua compagna, preso com'è dalle paranoie per le sorti della figlia Anna. Isa, nel nuovo chioschetto di Espedito, vede sua sorella Beatrice in televisione, la quale fa la televenditrice di articoli da casa e si fa chiamare "Bea Pax". Nel frattempo, a Torino è arrivata la madre di Chiara, per la quale, però, la figlia nutre un odio profondo e quindi fa qualsiasi cosa per evitarla. Lobascio incontra casualmente Filippo Iaconello, suo compagno ai tempi dell'università, preside del Liceo Newton, che ha vinto per due anni consecutivi il premio come miglior liceo dell'anno, ed antica fiamma della moglie Margherita; quest'ultima incontrerà il suo spasimante proprio con il marito, e i tre si danno appuntamento a cena per una delle prossime sere. Salvatore, preso da un'insana ed immotivata gelosia verso Iaconello, sia per Margherita che per i premi conseguiti, decide di inserire il Caravaggio nella corsa al premio come miglior liceo dell'anno. Intanto Dario e Michele sono tornati dalla lunga vacanza a Barcellona, e ad attenderli alla stazione di Porta Susa trovano Aida e i padri di Dario: i 5 si recano tutti a casa Tramola-Passamaglia a cena, invitati da Isa; si presenta alla cena anche Riccardo, il quale si congeda ed annuncia di essere stato chiamato in uno dei maggiori studi dentistici in un villaggio dell'Africa. Aida è molto gelosa e sospettosa, dal momento che Michele, mentre era in Spagna, si è fatto sentire poche volte, e pensa che abbia avuto delle storie che le sta nascondendo. Alla fine della serata Isa sfoga tutta la sua rabbia nei confronti di Enzo e della sua iperapprensività, e scopre che Michele ha continuato a vedere, di nascosto da lei, la zia Beatrice, senza dirle nulla: da qui si scoprirà come Isa e Bea abbiano litigato, per i loro caratteri diametralmente opposti, l'una così schiva ed immersa com'è nei libri, l'altra commerciante nata e donna molto pratica ed esuberante. Enzo, intanto, diventa sempre più distratto e paranoico anche come insegnante, mettendo voti ed interrogando in maniera causale e velleitaria. Michele ha passato tutti i test di ammissione ed ha appena avviato la sua carriera universitaria presso la facoltà di medicina, ma ciò comincia a minare il suo rapporto con Dario ed Aida, essendo costretto pressoché costantemente a stare sui libri a studiare. Soratte ritorna dall'Ucraina, dove era andato a trovare Galina, a Torino, ma scopre, proprio nel momento del ritorno, di essere stato sfrattato dai vicini, per cui si ritrova in un colpo solo senzatetto e disoccupato. Ettore ha il coraggio di presentarsi a Mara. Enzo si separa ufficialmente da Stefania. Gaia esorta Tommaso a considerare l'ipotesi di farsi sostenere nella sua causa di separazione da suo padre, Aurelio, uno dei più potenti matrimonialisti in circolazione, ma lui non ne vuole sapere, nutrendo un odio profondo per il suocero a causa della sua superbia ed del suo egocentrismo. Isa, intanto, si reca nello studio di Beatrice per riconciliarsi con lei e segue in diretta le riprese di una sua televendita, ma scoppierà una rissa tra le due sorelle, dopo che Isa scopre che Bea sta mettendo in vendita un vaso che era un antico ricordo di famiglia.
- Ascolti:

## Molto rumore per nulla
- Diretto da: Tiziana Aristarco
- Scritto da: Doriana Leondeff

### Trama
Dopo il litigio con Bea, Isa deve affrontare la gelosia di Enzo verso la piccola Anna. Intanto Bea cerca di riprendere il vaso venduto e i buoni rapporti tra lei ed Enzo sembrano andare bene. Nel frattempo Dario cerca di convincere Aida e Michele a venire a una cena con Ilaria, una ragazza conosciuta durante il viaggio con Michele ma questa cena non sembra andare bene quando la ragazza gli rinfaccia che è innamorato della ragazza del suo migliore amico. Intanto i rapporti tra Gaia e Tommaso sono sempre forti ma a volte deboli a causa del padre di lei. Il preside Lobascio organizza a scuola un incontro con uno scrittore dove Barbara consegna gli elaborati di Chiara, che quest'ultima sembra essere intenzionata a non perdonare la madre. Bea riporta il vaso di famiglia a Isa.
L'episodio si conclude con una telefonata di Bea agli operai che stanno ristrutturando la casa di famiglia.
- Ascolti:

## La mia famiglia e altri animali
- Diretto da: Tiziana Aristarco
- Scritto da: Andrea Agnello

### Trama
Isa invita sua sorella Bea a stare a casa con loro. Bea ha raccontato di essere fuori casa per via di lavori di ristrutturazione nella sua abitazione, e pertanto Isa pensa di ospitarla per qualche tempo;  Bea accetta portando con sè la sua bassotta Andrea. In realtà Bea ha venduto la sua casa e non lo dice alla sorella.
Dario è confuso e cerca di comprendere se è veramente innamorato di Aida, che è insicura a causa delle disattenzioni e della distanza di Michele da quando è all'università. All'università, Michele s'infiltra tra gli studenti dell'ultimo anno, ma sviene di fronte all'osservazione di un cadavere, e decide di lasciare l'università, confidandosi solo con Dario, che si tradisce e lo rivela ad Aida.
Lobascio è infastidito dal fatto che Iaconello abbia proposto a sua moglie Margherita di riprendere la sua attività nel settore del marketing, abbandonata anni prima per dedicarsi solo alla famiglia. Margherita viene scelta come coordinatrice rispetto a molte ragazze giovani.
Lobascio, sempre più determinato a far vincere il premio come miglior liceo dell'anno, fa pressioni a tutto il personale, coinvolgendolo in diverse attività. Isa cerca di convincerlo a desistere, ma senza successo.
Ettore, il figlio di Lobascio, cerca di conquistare la giovane Mara e gli amici che frequenta, un gruppo di ragazzini che per accettarlo lo vogliono coinvolgere in comportamenti sopra le righe e nella presa in giro di Espedito. Ettore si tira indietro, prendendo una posizione dura, litigando anche con la ragazza, senza sapere che Mara è la figlia di Espedito. Lo stesso Espedito ha deciso di mantenere il segreto sul vero legame con la figlia per non metterla in imbarazzo nel contesto scolastico.
Le forme ansiose di Enzo verso sua figlia non accennano ad attenuarsi. In una verifica in classe, tuttavia, scopre il grande talento nella matematica di Tuan Saini da cui ha copiato tutta la classe. Enzo iscrive Tuan e Barbara Pinaider al prestigioso premio di matematica Pistocci. Quando il giovane rivela al professore che tutta la sua classe pensa che sia distratto e assente da quando ha avuto una figlia, lui decide di cambiare, e concorda con Isa di mandare Anna al nido.
Tommaso e Gaia vivono un momento teso a causa delle pressioni economiche della moglie di Tommaso. Gaia involontariamente legge tra l'email di Tommaso che deve 600€ alla ex-moglie.
Dopo aver scartato diverse soluzioni come baby sitter, per affidare la piccola Anna, Enzo accetta suo malgrado di affidarla a Bea su proposta di Isa.
Barbara Pinaider ha fatto leggere a uno scrittore famoso dei racconti di Chiara Biffi che consiglia alla ragazza di scrivere cose più vere. La ragazza, che ha un rapporto sempre più teso e distante dalla madre, inizia a scrivere un testo molto duro su di lei.
Soratte viene assunto come buttafuori ma, con la sua verace sincerità, lo perde presto. Il ragazzo è ospite di Dario dopo aver perso il suo appartamento, ed è lui che gli propone di andare a lavorare come autista nella società del padre di Aida.
- Ascolti:

## La prova del fuoco
- Diretto da: Tiziana Aristarco
- Scritto da: Andrea Agnello

### Trama
- Ascolti:

## Consigli sbagliati
- Diretto da: Tiziana Aristarco
- Scritto da: Michele Pellegrini

### Trama
- Ascolti:

## L'origine dell'amore
- Diretto da: Tiziana Aristarco
- Scritto da: Michele Pellegrini

### Trama
- Ascolti:

## Le gambe delle bugie
- Diretto da: Tiziana Aristarco
- Scritto da: Federico Starnone

### Trama
- Ascolti:

## Tanti auguri Passamaglia
- Diretto da: Tiziana Aristarco
- Scritto da: Federico Starnone

### Trama
Michele, ancora incredulo di aver baciato l'ex-moglie di Enzo, e da lei rifiutato, raggiunge Aida, con cui però non riesce a parlare; Aida gli dà un giorno per pensare, e Dario non sembra in grado di proporre soluzioni. Michele, ormai convinto che è finita, non chiama più Aida, e i due si lasciano, dopo che la ragazza ha riportato a casa di Michele una scatola piena di cose sue, e Isa scopre così che si sono lasciati; Michele spiega poi a lei e ad Enzo che si era innamorato di Stefania: i due lo rimproverano e Isa decide di chiudere ogni rapporto con lei. Aida, disperata, può però contare sul conforto di Dario, peraltro già invaghito di lei da tempo. Michele si congeda con Stefania, per rivederla solo ai corsi di anatomia il quarto anno, ed ella lo incoraggia affermando che senz'altro troverà un'altra ragazza più giovane: in effetti egli vede già in una compagna di corso la persona ideale.
Al Caravaggio, Lobascio comincia ad essere un po' meno ossessionato dal premio del miglior liceo; scoperto che Mara è la figlia di Espedito, abbandona presto le discordie con il bidello. Isa ed Enzo riescono a convincere il padre di Tuan a permettergli di rimanere in Italia fino all'esame, alloggiato in casa loro, e il ragazzo può così partecipare alla gara di matematica, ottenendo il punteggio migliore.
Nel frattempo la Zara non riesce ancora a convincere il marito ad annullare la pubblicazione del libro. Lobascio tenta di risolvere il problema emanando un comunicato stampa in cui afferma che il libro non è stato scritto dalla professoressa, pur con il rischio di un grande scandalo e di vedere sospesa la pubblicazione, in quanto Fausto sembra aver accettato di stampare quel libro non tanto perché gli era piaciuto ma per farsi perdonare dalla moglie per un tradimento. Decisiva è però la scelta della madre di Chiara, che decide di rimediare agli errori commessi con la figlia in tutti quegli anni convincendola a presentarsi di persona insieme a lei alla presentazione del libro a casa della Zara, e dichiarando che è la ragazza la vera autrice. La professoressa è costretta così a rivelare tutto prima al marito (il quale non rinuncia comunque alla pubblicazione) e poi ai colleghi e agli studenti; Chiara si rappacifica quindi con la madre, che si propone come illustratrice della copertina, ma decide di prendersi un anno per rivedere il libro prima di pubblicarlo. Successivamente la Zara chiederà la separazione dal marito.
Bea, ormai riconciliata con Isa, annuncia alla sorella che andrà a vivere con Espedito. Tommaso accetta finalmente di prendere Luca a vivere con lui e Gaia.
Soratte, felice del suo ruolo di promotore televisivo agli studi di Bea Pax e ben rimunerato, pensa già di poter riaprire il bed and breakfast prima che torni Galina, ma la ragazza lo coglie impreparato arrivando in anticipo rispetto al previsto. Andandola a prendere in stazione, Soratte si rassegna quindi a dirle che ha perso l'attività e non gliel'ha voluto dire per paura di deluderla, ma Galina non se la prende.
Isa, fiera del sostegno che le dà sempre Enzo, accetta la proposta di matrimonio che egli le aveva fatto mesi prima, e alla cerimonia invitano molti colleghi e studenti e l'ex moglie di Enzo, Stefania col fidanzato Albert, ipotizzando una riappacificazione (Grazie anche alle parole positive di Michele,  in quanto aiutata da Stefania nel riprendere gli studi universitari).
Nei titoli di coda, in un epilogo Lobascio vede l'agognato premio del miglior liceo dell'anno consegnato al Caravaggio, a pari merito però con il Newton.
- Ascolti: